# Швидкісна дорога S1 (Польща)
Швидкісна дорога S1 — швидкісна дорога, що будується в Польщі, запланована протяжність 130 км, яке знаходиться в Сілезькому та Малопольському воєводствах. Після завершення він з’єднає автомагістраль A1 біля Міжнародного аеропорту Катовіце в Пижовіце з автострадою A4 та кордоном Словаччини в Звардоні, де з’єднається з автомагістраллю D3. Основною частиною маршруту є східна кільцева дорога Верхньосілезького промислового регіону.
Очікується, що маршрут буде завершено до 2024 року.